# عصوية ذهبية أورنيمية
عصوية ذهبية أورنيمية (الاسم العلمي: Chryseobacterium oranimense) هي نوع من البكتيريا، سلبية الغرام، تتبع جنس عصوية ذهبية.